# Gorra de plat

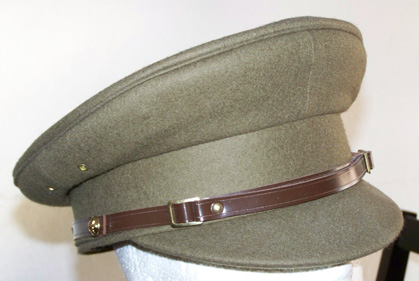
Gorra de plat d'oficial britànic, amb el característic plat pla i inclinat. Ací, sense emblema ni divises

La gorra de plat és una lligadura rígida o semirígida composta de plat (part superior), banda (part cilíndrica) i visera; pot incloure barballera, fixada amb un botó a cada costat de la banda, la qual barballera pot ésser funcional (desplegable) o merament ornamental (com s'esdevé generalment en les gorres de plat militars i policials almenys des d'inicis del segle XX). El plat pot ser recte (com en la tradició civil de l'Europa germànica) o inclinat d'endavant enrere (com en la majoria de les d'ús militar). Alhora, pot ser pla (com en la tradició militar russa i britànica, i com en l'alemanya anterior al Tercer Reich) o sinusoidal (com en la tradició milítaro-policial italiana i com a Alemanya a partir del Tercer Reich).

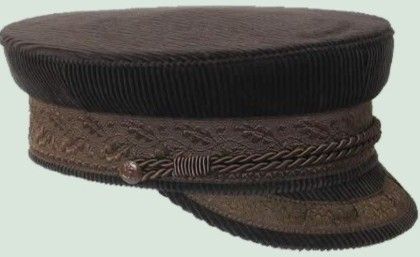
Gorra de plat civil nordeuropea, amb el característic plat pla i recte

La gorra de plat és lligadura característica de la marina mercant, de l'oficialitat militar (en sentit ampli: generals, oficials superiors i oficials subalterns) i, més recentment, de certs cossos policials. En molts països ha estat o és emprada, així mateix, per funcionaris civils uniformats, com ara els carters, i, per extensió, per certes professions civils, com ara conserges, taxistes i xofers.
El terme català gorra de plat equival a l'espanyol gorra de plato; al francès casquette plate; a l'italià berretto piatto o berretto rigido; al portuguès boné de pala o barrete de pala; al romanès şapcă; a l'anglès peaked cap (visor cap als EUA); a l'alemany Schirmmütze (Tellerkappe a Àustria); al rus furajka (фуражка); etc.

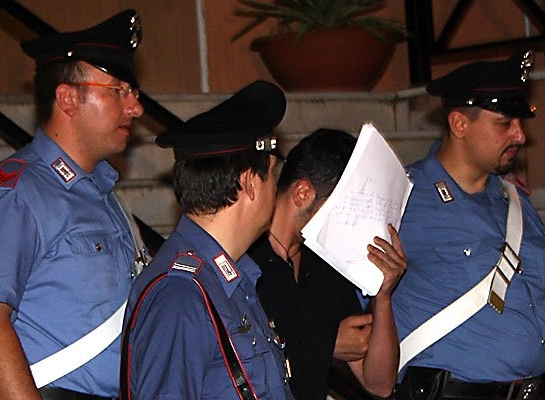
Carabinieri amb la característica gorra de plat sinusoidal

## Ús militar
Sembla que la gorra de plat va néixer com a lligadura militar; en aquest cas, és una aportació russa. En efecte, el 1796 l'adoptaren els oficials de determinades unitats russes com a lligadura de caserna; el 1811 es generalitzà, amb aquesta mateixa funció, a l'oficialitat de tot l'exèrcit rus. Per influència russa, l'oficialitat prussiana adoptà la gorra de plat, també com a lligadura de caserna, el 1808. L'ús tendí a ampliar-se, en la pràctica; ja en les campanyes de 1812 (Rússia) i de 1813 (Prússia) hom veié oficials cofats de gorra de plat al camp de batalla (el generalíssim rus Kutúzov, per exemple); i cap a mitjan segle xix la gorra de plat havia esdevingut la lligadura característica de l'oficialitat, tant russa com prussiana, per a la majoria d'ocasions (llevat quan es duia casc, en el cas prussià), en una època en què el més habitual internacionalment era cobrir-se amb quepis semirígid o altres lligadures similars. Val a dir que, tant a Rússia com a Prússia, l'adopció de la gorra de plat pels oficials comportà, així mateix, l'adopció d'una variant sense visera (el casquet de plat) com a lligadura de caserna per a la tropa.
D'altra banda, les milícies territorials alçades a Rússia el 1812 (Opoltxénie) i a Prússia el 1813 (Landwehr) en suport dels respectius exèrcits regulars duien gorra de plat com a lligadura pràcticament universal per a tots els graus.
La gorra de plat arribà al món anglosaxó per influència russo-prussiana. A partir del 1829, i fins a la generalització del casquet de caserna (1894), l'oficialitat britànica usà gorres de plat de divers tipus com a lligadura de caserna, bé que sovint cofada també en campanya, sobretot quan la tropa hi duia el corresponent casquet circular; això fou habitual durant la Guerra de Crimea, per exemple. L'exèrcit estatunidenc usà gorra de plat com a lligadura de diari i campanya per a tots els graus en 1825-1833 (un model extraordinàriament voluminós) i novament en 1839-1858 (un model més acostat a l'estil russo-prussià).

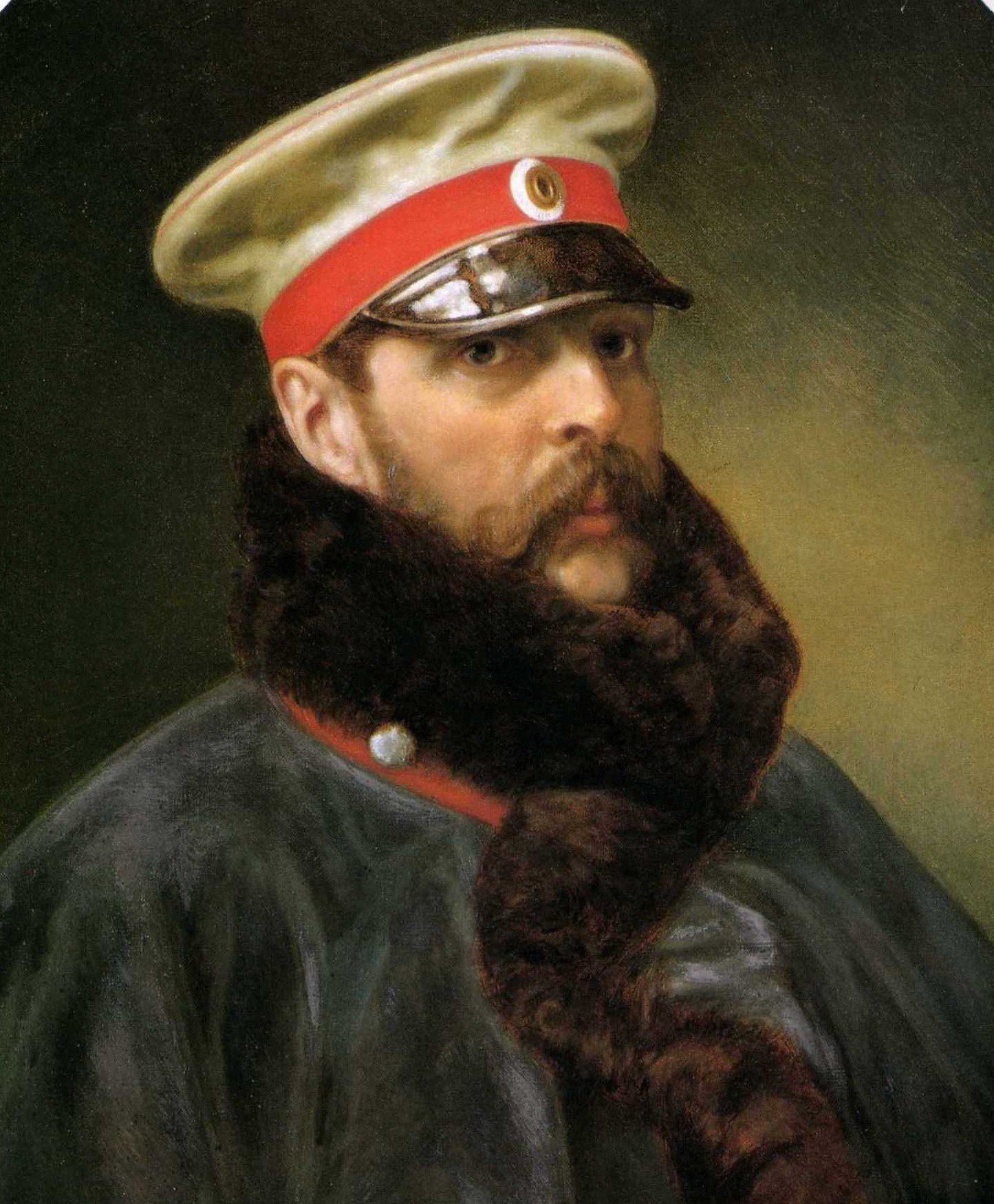
El tsar Alexandre II (vers 1865) amb un exemple típic de gorra de plat russa del segle XIX
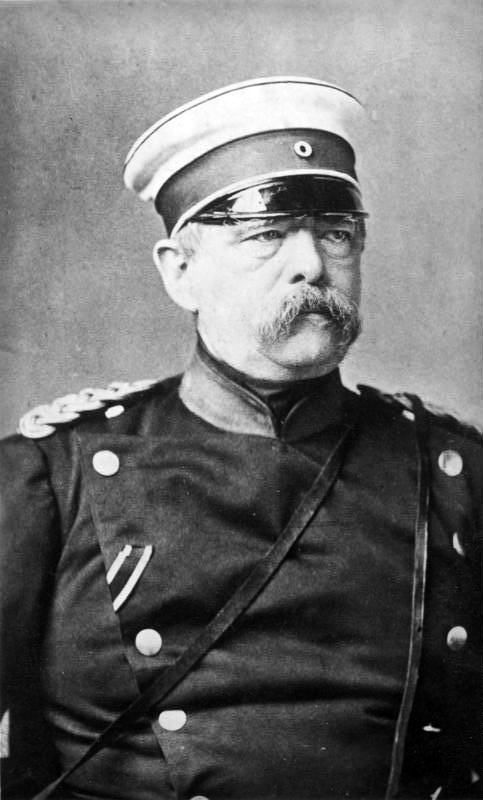
L'equivalent prussiano-alemany dut per Bismarck (1875)
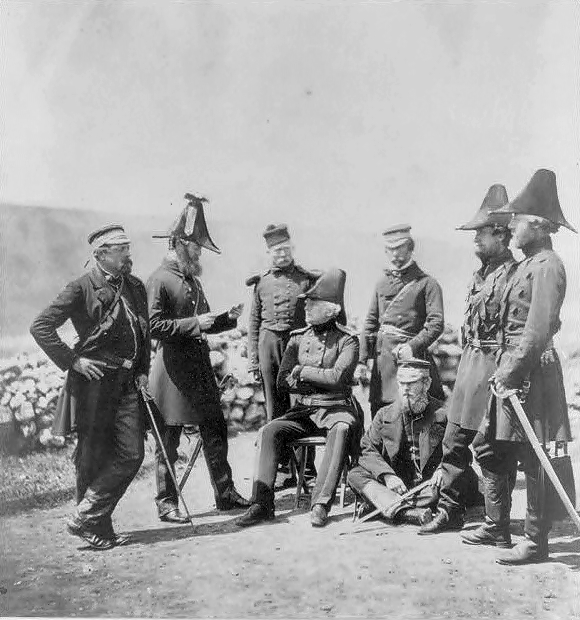
Oficials britànics, alguns amb gorra de plat, durant la Guerra de Crimea (Roger Fenton, 1855)
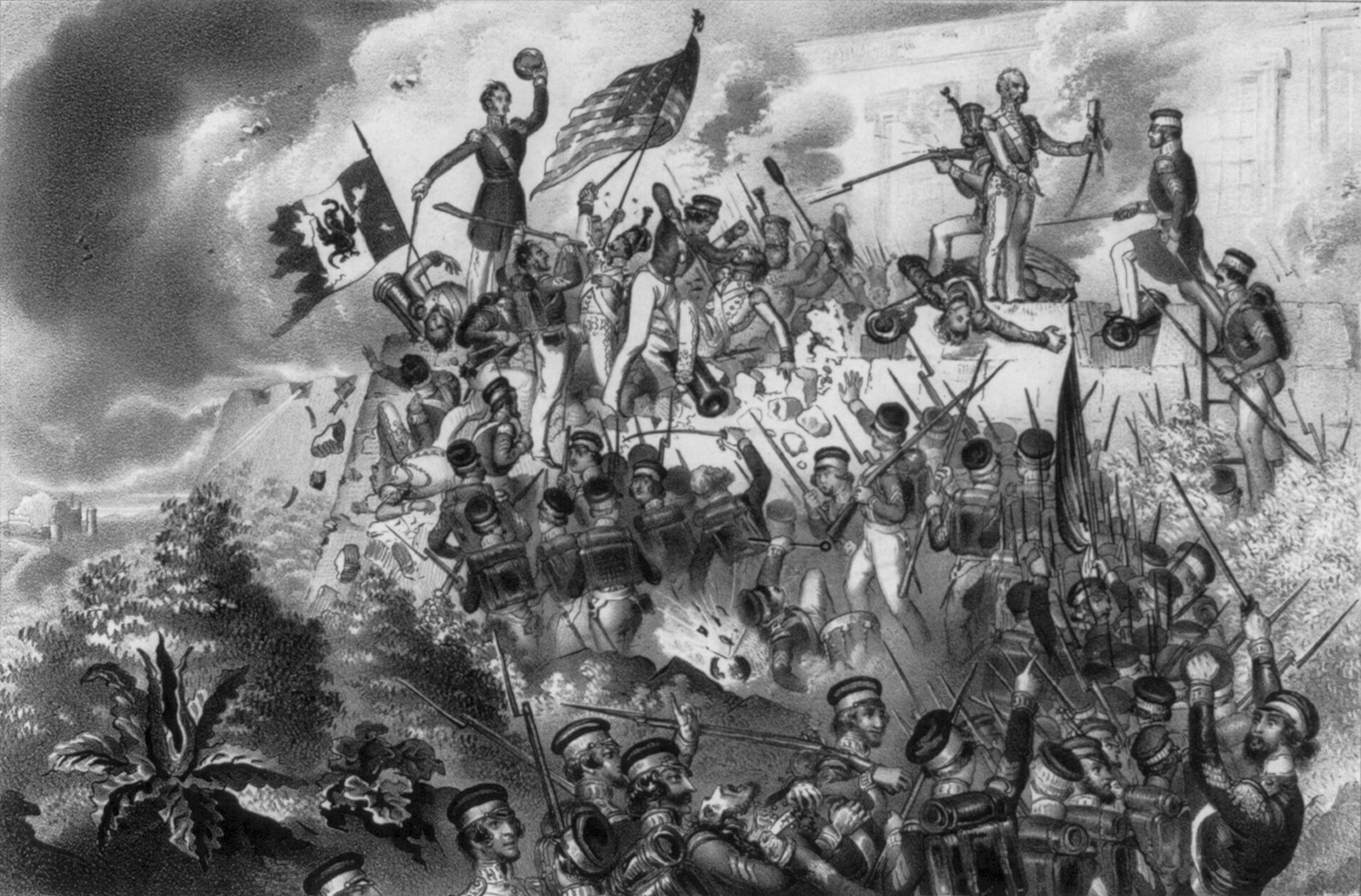
Tropes estatunidenques (1847) amb gorra de plat model 1839
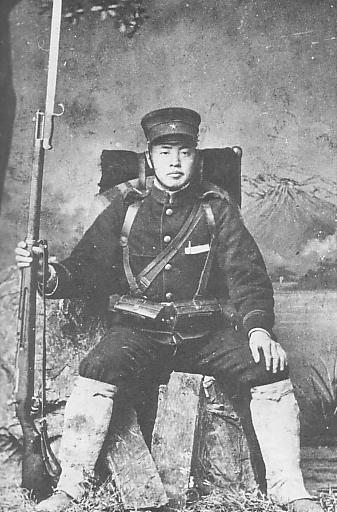
Soldat japonès (1894) amb la gorra de plat model 1886

Mentrestant, el 1833 l'Armada britànica adoptava la gorra de plat com a lligadura de l'oficialitat per a tot servei. L'exemple es difongué amb rapidesa, i a mitjan segle xix la gorra de plat ja era la lligadura característica de l'oficialitat de la immensa majoria d'armades del món, paper que conserva avui amb fermesa. S'estengué alhora a la marina mercant.

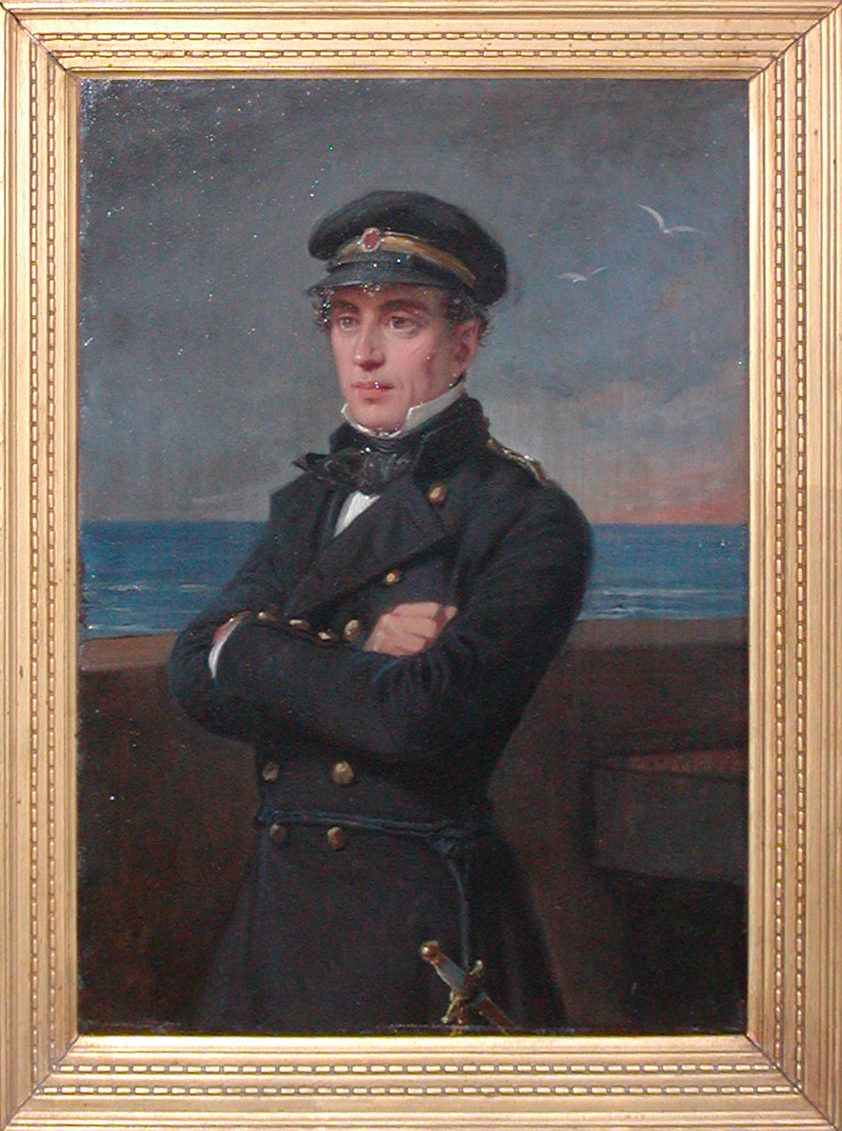
Oficial de l'Armada danesa (1850) amb gorra de plat
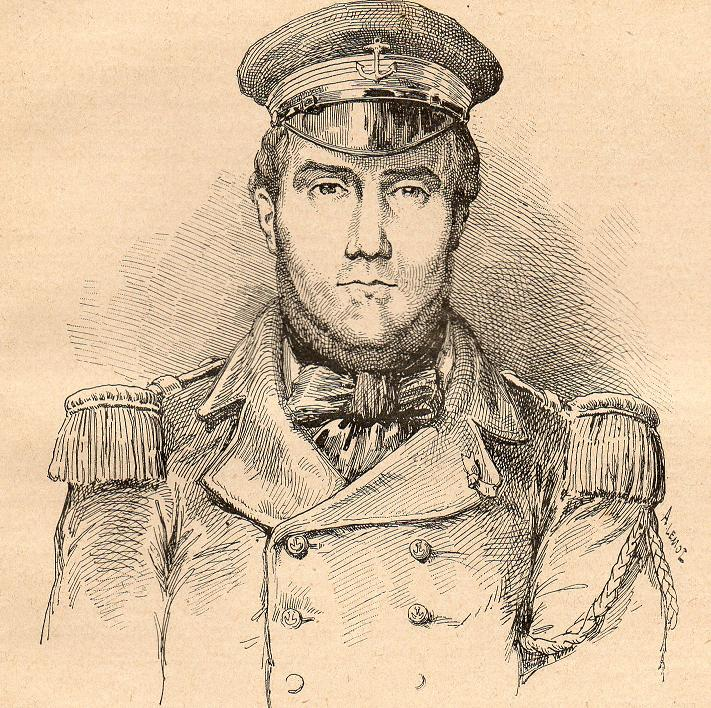
Oficial de l'Armada francesa (1890) amb gorra de plat
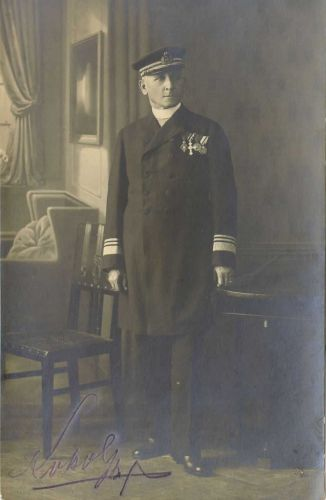
Oficial de l'Armada austrohongaresa (vers 1900) amb gorra de plat

Des del moment de néixer, el 1879, l'exèrcit búlgar adoptà l'estil militar rus, i amb aquest la gorra de plat per a tot l'exèrcit, tropa inclosa.
D'ençà 1886 tots els graus de l'exèrcit japonès es cofaven amb una gorra de plat d'estil peculiar, amb el plat tan reduït que el conjunt gairebé semblava un quepis rígid. Quan l'exèrcit xinès introduï els primers uniformes d'estil europeu, el 1910, la lligadura universal fou una gorra de plat d'inspiració russo-alemanya.
L'oficialitat britànica adoptà una gorra de plat d'estil característic amb la introducció del cèlebre uniforme caqui, el 1902; i això fou el detonant de la consagració internacional d'aquesta lligadura. Perquè en la primera postguerra mundial els oficials de la gran majoria d'exèrcits del món adoptaren uniformes d'estil britànic, i amb ells la gorra de plat a imitació del model específicament britànic, tot sumant-se així als oficials alemanys, russos, búlgars, etc., que continuaven la tradició pròpia. Aquest ús ha continuat ininterrompudament fins avui, i hi ha hagut pocs exèrcits a restar-hi immunes (Suïssa, França...).

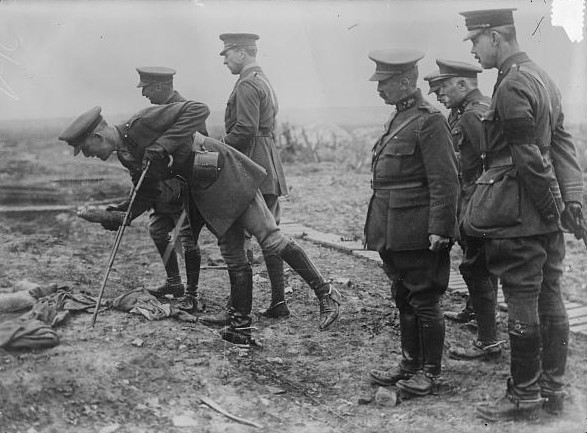
Oficials belgues durant la Primera Guerra Mundial amb gorres de plat (i uniforme en general) d'estil marcadament britànic

Un cas excepcional fou el de l'Exèrcit Roig: el 1919, en introduir uniforme propi i distintiu, i en la línia de trencament revolucionari, la tradicional gorra de plat per a tots els graus fou reservada per a estiu mentre que la budiónovka n'era el substitut d'hivern. El 1935 la gorra de plat hi esdevindria exclusiva dels oficials, a la manera internacional coetània.
Des del primer moment els oficials de les forces aèries han fet ús de gorres de plat, fins i tot allà on els exèrcits de terra són reticents envers aquesta lligadura.
Novetat dels anys trenta, la gorra de plat sinusoidal és implantada al món militar de la mà de règims feixistes: sorgeix a Alemanya el 1934, com a part de la reforma uniformològica hitleriana, en preparació de la nova Wehrmacht (1935). A la Itàlia mussoliniana aquest estil all'imperiale es desenvolupà a partir de l'entrada en la Segona Guerra Mundial, el 1940, sembla que sense mitjar-hi cap disposició oficial, sinó com a moda, per imitació del prestigiós aliat nazi; originàriament, la gorra de plat que havia substituït la gorra rígida d'oficial (m. 1909) en el marc de la riforma Baistrochi (1933/34, que dotà l'exèrcit d'un nou estil d'imprompta mussoliniana), tenia el plat pla i inclinat. Orígens a banda, la gorra de plat sinusoidal ha restat característica dels exèrcits italià, alemany i austríac fins avui (com també de forces policials d'aquests estats).
Tot i que, pel que fa al món militar, la gorra de plat s'associa habitualment als oficials, també ha estat i és lligadura habitual de la tropa en certs exèrcits i per a determinades ocasions. Ja hem vist el cas de la tropa russa i búlgara fins a l'era del casquet de caserna, per exemple. La tropa britànica mateix dugué gorra de plat de 1905 a 1938, com també faria la tropa austríaca de 1920 a 1933 (en què es retornà a la gorra tipus 1908), l'alemanya de 1919 fins a l'adveniment del nazisme, la japonesa fins a l'adopció de la gorra de campanya (1932), l'espanyola breument (1930-1933, en substitució de la boina i el barret tou duts d'ençà 1926), i, per a passeig, l'estoniana als anys trenta, la soviètica des del 1970 i l'estatunidenca en diversos períodes a partir de 1902 i encara avui.
Actualment, en força exèrcits la tropa usa gorra de plat amb l'uniforme de gala o amb el de passeig.
D'altra banda, al llarg del segle XX la gorra de plat ha estat adoptada també pels cossos policials, en substitució dels cascos o quepis rígids duts fins llavors; avui la policia en combina l'ús amb el del casquet de caserna i el de la boina.